# Tapinoma kinburni
Tapinoma kinburni  (лат.) — вид мелких муравьёв подсемейства Долиходерины. Назван по имени Кинбурнского полуострова (Украина), где он был впервые обнаружен. Включён в Красную книгу Украины под именем Тапинома кинбурнская.

## Распространение
Реликтовый европейский степной вид, известный из Нижнеднепровской песчаной арены (Херсонская и Николаевская области), Донецкого кряжа (вблизи Святогорска, Донецкая область). Долгое время считался эндемиком Украины, но недавно был указан для Белгородской области России.

## Описание
Мелкие муравьи (около 2—3 мм) чёрного цвета. Обитают на песчаных и известковых степных участках с разреженной растительностью. Гнезда сооружают в земле. Выходы из них в виде небольших (диаметром 2—4 мм) отверстий, окруженных валиком из вынесенного на поверхность почвы. Питаются мелкими членистоногими и их остатками. Термофильный вид, фуражируют в светлое время суток, прекращая активность лишь в самые жаркие дневные часы, когда температура поверхности почвы достигает 40-45°С. Брачный лёт крылатых половых особей наблюдается в июне. Вид был описан в 1937 году украинским советским энтомологом Владимиром Афанасьевичем Караваевым.

## Охранный статус
На заповедных участках песчаной степи является обычным видом, в других районах известны лишь единичные находки. При выпасе скота численность резко снижается (в десятки раз), а при распашке степных участков вид исчезает. Включен в Красную книгу Украины.